# ジョルジュ・ビドー
ジョルジュ＝オーギュスタン・ビドー（フランス語: Georges-Augustin Bidault、1899年10月5日 – 1983年1月24日）は、フランスの政治家。第二次世界大戦後に首相、外務大臣などを務める。

## 生涯
1899年10月5日にオーヴェルニュ地方のアリエ県ムーランに誕生する。ソルボンヌ大学卒業後、高校の教師となり歴史を教える。1932年にカトリック系新聞の記者となり、1938年にミュンヘン会談を受けて、協定に反対する社説を執筆するなど、反ファシストの立場に立っていた。
1939年に第二次世界大戦が勃発するとフランス軍に志願するが、フランスがナチス・ドイツに降伏すると捕虜となる。1941年7月釈放後、リヨンのリセ・デュ・パルクの教師となるが、レジスタンス運動に加わる。全国抵抗評議会のジャン・ムーラン委員長は、ビドーに着目し、地下出版・新聞編集担当とした。1943年にムーランがゲシュタポに捕らえられ、拷問死すると、ビドーはムーランの後任となった。1944年に戦後を念頭においた広範囲な改革プログラムを作成する。パリ解放では、レジスタンスを代表して戦勝パレードに参加している。
臨時政府の首班となったシャルル・ド・ゴールは、8月25日にビドーを外務大臣に任命した。ビドーはド・ゴール同様フランスの自主外交路線の堅持を主張したが、現実の国際政治を踏まえてアメリカとの協力関係も維持しようとした。ビドーは、レジスタンス参加者のうち、進歩的穏健左翼を結集し、人民共和派（人民共和運動、Mouvement Républicain Populaire、MRP）を創設し委員長に就任した。
外務大臣としてのビドーは西ドイツとの和解に努め、フランスの欧州鉄鋼石炭共同体加盟に尽力した。
ド・ゴールを大統領とする第五共和制が発足し、アルジェリア問題に関して、ド・ゴールがアルジェリア独立に傾斜すると、アルジェリアやインドシナ独立に徹頭徹尾反対であったビドーは、アルジェリアの独立反対派に同調して、反ド・ゴールの旗幟を鮮明にした。この過程でビドーは極右団体「秘密軍事組織」（Organisation de l'armée secrète、OAS）に加担した。
1962年に反逆容疑での逮捕を逃れるためブラジルに亡命する。6年後に逮捕状執行停止措置に伴い帰国し、以後隠遁生活を送った。
1983年1月24日にカンボ＝レ＝バンで死去した。83歳であった。